# Billy Barton (Countrymusiker)
William „Billy“ Barton (* 21. November 1929 in London, Kentucky; † 8. Oktober 2011 in Nashville, Tennessee) war ein US-amerikanischer Country- und Rockabilly-Musiker. Barton nahm in seiner langjährigen Karriere Songs mit Johnny Horton auf und schrieb auch Titel für Benny Martin und Rose Maddox.

## Leben
Billy Barton wurde 1929 in Kentucky als „John Grimes“ geboren. Seine professionelle Karriere als Musiker startete er bei dem Radiosender KXLA in Pasadena, Kalifornien. Seine ersten Aufnahmen machte Barton 1952 bei Abbott Records zusammen mit dem bis dahin unbekannten Johnny Horton, der ab 1956 zahlreiche Hits hatte. Barton dagegen führte seine Karriere in Unbekanntheit weiter. 1954 heiratete er Sängerin Wanda Wayne, mit der er gelegentlich auch Duette aufnahm.
Ein Jahr später unterschrieb Barton bei King Records und brachte 1958 bei dem kleinen Fire-Label seine erste Rockabilly-Single raus. In den nächsten Jahren nahm er weitere Titel im Rockabilly-Stil auf, darunter Crazy Lover (1959), Monkey Business (1961) und als „Laurel London“ Don’t Knock The Rock (1962). Als Songschreiber trat Barton unter anderem für Benny Martin und Rose Maddox in Erscheinung, die seine Titel aufnahmen. Seine bekannteste Komposition blieb jedoch der Klassiker A Dear John Letter. 1964 und 1965 nahm Barton zwei Singles für das Label seines Cousins Russell Sims auf, verschwand anschließend aber aus dem Musikgeschäft. Nach einer kurzen Zeit in Nashville, Tennessee, ließ Barton sich in Florida nieder.
In jüngerer Zeit wurde Barton durch ein britisches Label wiederentdeckt. Man hatte alte Bänder von ihm gefunden und über Cousin Russell Sims Kontakt mit Barton hergestellt, zu einem Kontakt war er jedoch nicht bereit.

## Diskografie
| Jahr | Titel                                                                             | Label #               |
| ---- | --------------------------------------------------------------------------------- | --------------------- |
| 1952 | Rhythm in My Baby’s Walk / Betty Lorraine (mit Johnny Horton)                     | Abbott 108            |
| 1952 | Somebody’s Rockin’ My Broken Chair / Bawlin’ Baby                                 | Abbott 109            |
| 1952 | Strange Affection / She’s A Good Ole Gal                                          | Abbott 110            |
| 1952 | No Interest (Nothing But a Girl) / Never Satisfied                                | Abbott 111            |
| 1953 | My Darlin’ Liza Lou / You Made Me Love You                                        | Abbott 113            |
| 1953 | Blues in Blue of Night / You Will Always Be In My Heart                           | Abbott 117            |
| 1954 | What’s The Matter With Me / I Cried My Eyes Out Over You (B-Seite von Wanda Waye) | Abbott 155            |
| 1955 | The Song You Just Played / Why Don’t They Leave Hear Alone                        | King 45-1440          |
| 1955 | Pardon Me, Old Buddy / What God Has Put Together Let No Man Tear Apart            | King 45-1457          |
| 1955 | Do You Love Me, Do Love Me / I’m Turning Over A Brand New Leaf                    | King 45-1478          |
| 1957 | No Tomorrow / Ten Wheels                                                          | Stars 547             |
| 1958 | Doorway To Heaven / The Devil, My Conscience and I                                | Radio 117-45          |
| 1959 | Day Late and a Dollar Shot / Crazy Lover                                          | Billy Barton 1007 [1] |
| 1961 | Monkey Business / Blue Lover (als Billy Boy Barton)                               | Gulf 1001             |
| 196? | Monkey Business / Blue Lover (als Billy Boy Barton)                               | Gulf Reel 1001        |
| 1962 | Don’t Knock The Rock / My Conscience and I (als Laurel London)                    | Gulf Reel 1007        |
| 1964 | Even Steven / Remembering                                                         | Sims 176              |
| 1964 | After The Boy Gets The Girl / Backstreet Affair                                   | Sims 209              |
| 1965 | Letter To a Fool / Arms of a Children (mit Janet McBride)                         | Sims 244              |

[1] Auf der Schallplatte ist kein Labelname angegeben, sondern lediglich Titel und Interpret.